# Fleury (Mosela)
 Fleury  es una comuna y población de Francia, en la región de Lorena, departamento de Mosela, en el distrito de Metz-Campagne y cantón de Verny.
Su población en el censo de 1999 era de 1.132 habitantes.
Está integrada en la Communauté de communes du Vernois.

## Demografía
| 355 | 459 | 750 | 902 | 926 | 1132 |
| Para los censos de 1962 a 1999 la población legal corresponde a la población sin duplicidades (Fuente: INSEE [Consultar]) |     |     |     |     |      |